# Aganippefontänen

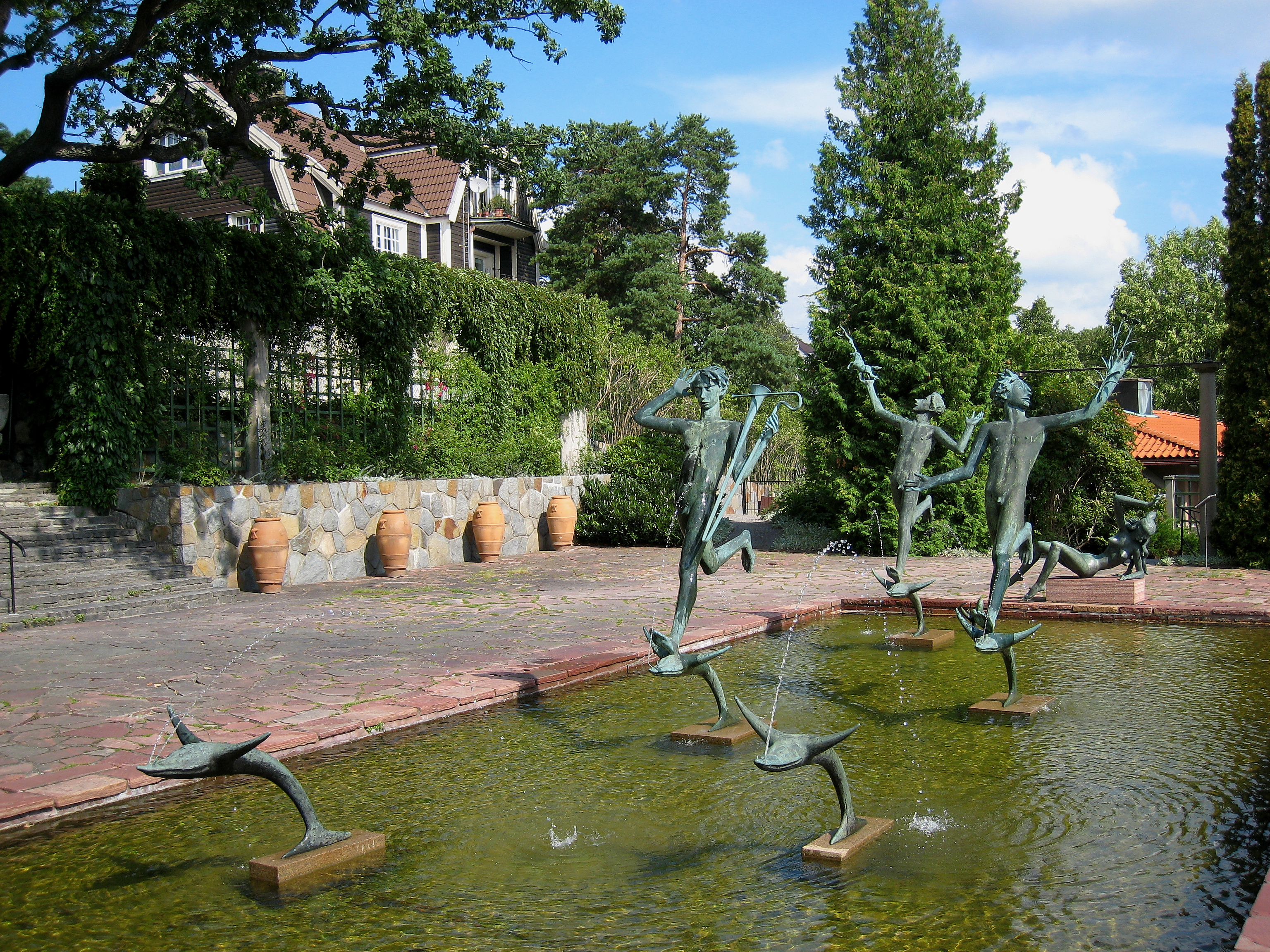
Aganippefontänen på Millesgården.

Aganippefontänen är en skulpturgrupp av Carl Milles som uppsattes år 1956 i Metropolitan Museum of Art i New York. 
Aganippefontänen är ägnad åt musernas heliga källa, Aganippe, på Helikons berg. Den som drack av dess vatten fick konstnärlig förmåga. Muserna var konstarternas och vetenskapens beskyddare och inspiratörer. Redan i slutet av 1940-talet hade Metropolitan Museum of Art planer att placera två Millesfontäner framför byggnaden, men ändrade sig och man var nu intresserad av en fontän i hallen istället. Kontraktet till Aganippefontänen sattes upp 1949 men undertecknades först 1952; man var från museets sida osäker på om det skulle köpas in en av Milles kopior av ett befintligt verk eller beställas ett helt nytt arbete, det var en viss prisskillnad, men man fullföljde de ursprungliga planerna. 
När Carl Milles slutligen fick uppdraget att skapa inomhusfontänen till Metropolitanmuseets stora restauranghall blev det ett av hans sista verk. I sin fontängrupp har Milles lyckats att övervinna tyngdkraften hos de fem pojkaktiga muserna. Springande på delfiner lyfter de symbolen för sin respektive konstart högt upp i luften, medan Aganippe, gestaltad till en liggande kvinna utanför fontänbassängen, ser på.  Skulpturgruppen var klar 1954 och invigdes året efter Milles död 1956. År 1982 såldes den till Brookgreen Gardens (en) i South Carolina.